# Campeonato Pan-Pacífico de Natação
O Campeonato Pan-Pacífico de Natação é um evento de natação em piscina olímpica (50 metros) realizado pela primeira vez em 1985. Foi inicialmente planejado para ser realizado a cada dois anos (a cada ano ímpar), para permitir um campeonato de nível internacional em anos onde não ocorrem Olimpíadas e Mundiais. No entanto, a partir de 2002, devido à mudanças do Campeonato Mundial que passou a acontecer a cada dois anos (a cada ano ímpar), o evento se tornou quadrienal.
O evento foi fundado por Canadá, Estados Unidos, Austrália e Japão. 
Inicialmente, o evento foi aberto a todos os países que fazem fronteira com o Oceano Pacífico, daí seu nome. Tem sido expandido e aberto a outros países, não-europeus, que desejam participar.
O encontro é considerado uma das mais duras competições de natação internacional fora dos Jogos Olímpicos e Campeonatos Mundiais, devido à presença de países poderosos na natação, como Austrália, Estados Unidos e Japão. 
Ao contrário dos Campeonatos Mundiais e Jogos Olímpicos, as nações podem colocar quantas pessoas quiserem nas preliminares de cada evento (na maioria dos eventos internacionais, apenas dois nadadores de cada país são permitidos). No entanto, apenas dois nadadores por país podem se qualificar para as semifinais e finais do Pan-Pacífico. Antes da criação das semifinais pela FINA na década de 1990, um total de 3 nadadores por país poderia qualificar-se para as eliminatórias e final de consolação de um evento, com não mais de dois nadadores por país em uma final ou consolação. A edição de 202 foi cancelada devido à Pandemia de COVID-19.

## Lista de campeonatos
| Edição                                         | Campeonato           | Local                 |
| ---------------------------------------------- | -------------------- | --------------------- |
| 1a                                             | Pan-Pacífico de 1985 | Tóquio, Japão         |
| 2a                                             | Pan-Pacífico de 1987 | Brisbane, Austrália   |
| 3a                                             | Pan-Pacífico de 1989 | Tóquio, Japão         |
| 4a                                             | Pan-Pacífico de 1991 | Edmonton, Canadá      |
| 5a                                             | Pan-Pacífico de 1993 | Kobe, Japão           |
| 6a                                             | Pan-Pacífico de 1995 | Atlanta, EUA          |
| 7a                                             | Pan-Pacífico de 1997 | Fukuoka, Japão        |
| 8a                                             | Pan-Pacífico de 1999 | Sydney, Austrália     |
| 9a                                             | Pan-Pacífico de 2002 | Yokohama, Japão       |
| 10a                                            | Pan-Pacífico de 2006 | Victoria, Canadá      |
| 11a                                            | Pan-Pacífico de 2010 | Irvine, EUA           |
| 12a                                            | Pan-Pacífico de 2014 | Gold Coast, Austrália |
| 13a                                            | Pan-Pacífico de 2018 | Tóquio, Japão         |
| Edição cancelada devido a Pandemia de COVID-19 |                      |                       |
| 14a                                            | Pan-Pacífico de 2026 | Toronto, Canadá       |